# Väinö Liikkanen
Väinö Liikkanen (né le 16 novembre 1903 et décédé le 15 octobre 1957) est un ancien fondeur finlandais.

## Jeux olympiques
- Jeux olympiques d'hiver de 1932 à Lake Placid 
  -  Médaille d’argent sur 50 km.

## Championnats du monde
- Championnats du monde de ski nordique 1933 à Innsbruck 
  -  Médaille de bronze sur 18 km.
- Championnats du monde de ski nordique 1935 à Vysoke Tatry 
  -  Médaille d’or en relais 4 × 10 km.